# Circondario di Cremona
Il circondario di Cremona era uno dei tre circondari in cui era suddivisa la provincia di Cremona.

## Storia
In seguito all'annessione della Lombardia dal Regno Lombardo-Veneto al Regno di Sardegna (1859), fu emanato il decreto Rattazzi, che riorganizzava la struttura amministrativa del Regno, suddiviso in province, a loro volta suddivise in circondari. Il circondario di Cremona fu creato come suddivisione dell'omonima provincia.
Con l'Unità d'Italia (1861) la suddivisione in province e circondari fu estesa all'intera Penisola, lasciando invariate le suddivisioni stabilite dal decreto Rattazzi.
Nel 1868 il comune di Ostiano, e nel 1872 quello di Volongo, furono aggregati alla Provincia di Cremona. Venendo inseriti nel circondario omonimo e nel mandamento di Pescarolo.
Il circondario di Cremona fu abolito, come tutti i circondari italiani, nel 1927, nell'ambito della riorganizzazione della struttura statale voluta dal regime fascista. Tutti i comuni che lo componevano rimasero in provincia di Cremona.

## Geografia antropica

### Suddivisioni amministrative
All'atto di istituzione, il circondario era diviso in 8 Mandamenti, a loro volta suddivisi in 134 Comuni:
- mandamento I di Cremona
  - Cremona; Corpi Santi di Cremona
- mandamento II di Cremona
  - Ardole San Marino; Bagnarolo; Cà de' Bonavogli; Cà de' Quinzani; Cà de' Sfondrati; Cà de' Stefani; Cicognolo; Duemiglia; Gadesco; Gazzo; Malagnino; Montanara; Pieve Delmona; Pieve San Giacomo; San Savino; Silvella; Vescovato; Vighizzolo
- mandamento III di Casalbuttano
  - Casalbuttano; Casalsigone; Cavallara; Cignone; Corte de' Cortesi; Dosso Baroardo; Marzalengo; Olmeneta; Ossalengo; Pozzaglio; San Martino in Beliseto; San Vito
- mandamento IV di Pescarolo
  - Binanuova; Brolpasino; Cà d'Andrea; Cà de' Caggi; Cansero; Cappella de' Picenardi; Castelnuovo del Vescovo; Fossa Guazzona; Gabbioneta; Isola Dovarese; Isolello; Monticelli Ripa d'Oglio; Pescarolo; Pessina; Pieve San Maurizio; Pieve Terzagni; Pozzo Baronzio; Ronca de' Golferami; San Lorenzo de' Picenardi; Stilo de' Mariani; Torre d'Angiolini; Torre Malamberti; Villa Rocca
- mandamento V di Pizzighettone
  - Acquanegra; Annicco; Breda dei Bugni; Canova del Morbasco; Castelnuovo del Zappa; Cava Tigozzi; Cortetano; Costa Sant'Abramo; Crotta d'Adda; Fengo; Grumello; Licengo; Luignano; Ossolaro; Paderno; Pizzighettone; Polengo; Sesto; Spinadesco
- mandamento VI di Robecco
  - Alfiano; Barbiselle; Bettenesco; Carpaneta con Dosimo; Castelnuovo Gherardi; Corte de' Frati; Gambina Barchetti; Grontardo; Levata; Persico; Prato; Quistro; Robecco; San Sillo; Scandolara Ripa d'Oglio; Solarolo del Persico
- mandamento VII di Soresina
  - Acqualunga Badona; Azzanello; Barzaniga; Bordolano; Canova Olzano; Cappella Cantone; Casalmorano; Castelleone; Castelvisconti; Corte Madama; Formigara; Genivolta; Gombito; Grontorto; Mirabello; San Bassano; Soresina; Zanengo
- mandamento VIII di Sospiro
  - Bonemerse; Brancere; Cà de' Corti; Cà de' Staoli; Casanova d'Offredi; Casalorzo Geroldi; Cella; Cingia de' Botti; Derovere; Dosso de' Frati; Forcello; Gerre de' Caprioli; Gere del Pesce; Isola Pescaroli; Longardore; Motta Baluffi; Pieve d'Olmi; Pugnolo; San Daniele; San Lorenzo Mondinari; San Salvatore; Solarolo Monasterolo; Sospiro; Stagno Pagliaro; Straconcolo; Vidiceto